# Due volte non si muore
Due volte non si muore (Unruhige Nacht) è un film del 1958 diretto da Falk Harnack.

## Trama
Seconda guerra mondiale, fronte orientale. Il cappellano Brunner viene chiamato a Proskurov, città occupata dalle truppe tedesche, per prestare la sua assistenza spirituale a un soldato tedesco, Fedor Baranowski, condannato alla fucilazione.  Per farsi un'idea della situazione, riesce ad ottenere gli atti del processo, da cui viene fuori la figura di un giovane sprovveduto, vittima di raggiri da parte di commilitoni più smaliziati, che tuttavia è stato proposto per una medaglia per un atto eroico che ha compiuto. Fedor aveva incontrato una giovane vedova russa, Liuba, e se ne era innamorato. Scoperta la loro relazione, i superiori lo avevano destinato a un battaglione disciplinare, ma nel corso di un bombardamento era fuggito e, per proteggere la donna, si era rifugiato con lei in una capanna. Dopo pochi giorni i due vengono catturati da una pattuglia e per il soldato diventa inevitabile la condanna a morte per diserzione. Fedor presenta una domanda di grazia ma il comando, intenzionato a dare un esempio, decide di non inoltrarla nemmeno.
Il cappellano è tormentato dagli scrupoli ma non può far niente per evitare la condanna: Baranowski deve essere fucilato all'alba. Tornando nella prigione, il cappellano prega con lui e gli fa scrivere una lettera d'addio a Liuba, impegnandosi a consegnargliela personalmente. Poco dopo, il giudice della corte marziale comunica a Baranowski che la domanda è stata respinta e che verrà giustiziato entro poche ore. Brunner assiste all'esecuzione, poi si allontana mestamente.